# 영호우
영호 우(令狐 遇, 199년? ~ 249년)는 중국 삼국 시대 위나라의 정치가이다. 원래 이름은 준(浚)이었으며 자는 공치(公治)다. 외숙 왕릉과 함께 황제를 바꾸려는 계획을 세웠다. 삼국지연의에는 등장하지 않는 인물이다.

## 행적
황초 연간(220년 ~ 226년), 화융호군이 되었다.
오환교위 전예가 호(胡)를 정벌하여 큰 공을 세웠는데 조그마한 절도를 어겨서 영호준이 법으로 이를 다스렸다. 그러나 문제는 오히려 화를 내어 영호준을 사로잡고, 해임하여 죄를 다스렸다. 그 조서의 내용에 다음과 같은 말이 있었다. “준(당시 영호우의 이름)은 어찌하여 이리도 어리석단 말이냐(浚何愚)!” 영호준은 이에 따라 이름이 똑똑할 준(浚)에서 어리석을 우(愚)로 개명당했다.
정시 중(240년 ~ 249년), 조상이 장사로 삼았다. 외숙 왕릉이 승진하여 남향후·거기장군·의동삼사가 되었을 무렵, 지방으로 나가 연주자사가 되었고, 동아에 주둔했다. 이 시절에 선고(單固)와 치중종사 양강(楊康)은 영호우의 복심이 되었다.
당시 사마의는 고평릉의 변을 통해 조상을 제거하고 위나라의 정권을 잡았다. 왕릉과 영호우는 당시 황제 조방은 어려서 제위에 있을 수 없다고 여겼다. 영호우는 초왕 조표가 지용이 있다는 말을 들었고, 또 당초 동군에는 요언이 돌고 있었는데, 왕릉과 영호우는 이 요언이 초왕을 가리킨다고 여겨 마침내 초왕을 세우고 허창으로 서울을 삼을 음모를 세웠다(수춘삼반 중 제1반인 왕릉의 난).가평 원년(249년) 9월, 영호우는 장군 장식(張式)을 파견하여 초왕과 서로 묻고 왕래했다. 11월, 영호우는 다시 장식을 초왕에게 파견했는데, 장식이 돌아오기도 전에 영호우는 병이 들어 죽었다. 훗날 왕릉과 영호우가 세운 모의가 모두 적발되어, 왕릉과 영호우와 조표와 연좌된 사람들은 모두 죽임을 당했다. 춘추 시대, 제나라에서는 최저가 죽은 후 그 죄상이 밝혀지자 형벌을 내려 시신을 꺼내 사람들에게 보이고 관을 부수었으며, 정나라에서도 공자 귀생이 죽은 후 그 죄상이 밝혀지자 이와 마찬가지로 형벌을 내렸다. 조정은 이 고사에 따라, 왕릉과 영호우의 묘를 파서 관을 자르고, 시신을 부근 시장에서 3일간 말리고, 인수와 조복을 불태우고, 시신을 그대로 흙에 묻었다.
영호우가 아직 벼슬에 나아가지 않았을 때, 높은 뜻을 품어 사람들이 모두 영호우가 영호씨를 영화롭게 하리라고 했다. 그러나 영호우의 일족인 영호소가 “영호우는 성질이 호탕하여, 덕을 닦지는 않고 크게 바라는 것을 품었으니, 반드시 우리 종중을 멸할 것이다.”라고 말했다. 영호우는 이 말을 듣고 심기가 화평하지 않았다. 나중에 영호우가 관직을 나가 명성을 얻은 후, 영호소에게 “앞서 대인께서는 제가 영호씨의 대를 잇지 못하리라 말씀하셨습니다. 지금 제가 관직을 얻고 명성까지 얻었으니 이제는 무엇이라 말씀하시겠습니까?”라고 말했다. 영호소는 그런 영호우를 바라보기만 하고 대답하지는 않았다. 나중에 자신의 처자에게 개인적으로 이렇게 말했다. “공치의 성격과 태도는 오히려 여전하다. 내가 보기에는 종내에는 패멸할 것이다. 그저 내가 오래 살아 연좌될지 아닐지는 모르겠지만, 너희에게는 반드시 화가 미치겠구나!” 영호우는 연주자사가 되고, 과연 왕릉과 폐립을 모의하다가 발각되어 처형당하고 그의 가족들도 주멸되었다.
이 사건은 삼국지연의에는 기술되어 있지 않다.

## 친척 관계
- 왕릉 (외숙)[2]
- 영호소 (영호우가 영호소의 족자가 된다.)[3]